# Gabelgriff
Ein Gabelgriff bei Musikinstrumenten ist ein Griff zur Erzeugung bestimmter Töne.

## Blasinstrumente
Bei Blasinstrumenten mit Grifflöchern handelt es sich um einen Griff, bei dem nicht linear von oben nach unten erst eine bestimmte Anzahl von Fingern auf den Klappen/Tonlöchern und dann eine bestimmte Anzahl von Fingern nicht auf den Klappen/Tonlöchern liegt. Gabelgriffe werden meist benutzt, um nicht linear greifbare Töne auf einem Instrument zu spielen, es gibt aber auch Gabelgriffe, die als Alternativgriffe für linear greifbare Töne fungieren.
Zur Veranschaulichung einige normale und einige Gabelgriffe auf der F-Blockflöte (X = Loch geschlossen, O = Loch geöffnet):
```
Lineare Griffe
C: X|XXX|OOOO
F: X|XXX|XXXX
A: X|XXX|XXOO

Gabelgriffe
B: X|XXX|XOXX
H: X|XXX|OXXO
Es: X|XOX|XOOO
```

## Zupfinstrumente
Ein Gabelgriff ist bei Zupfinstrumenten wie z. B. der Gitarre ist ein Griff der Zupfhand, bei dem zwei oder mehr Töne gleichzeitig (bzw. als Arpeggio) erklingen, die zwei oder mehr Saiten auseinanderliegen, wobei nicht der Daumen einen der Töne spielt. Beispiel: Finger I (Zeigefinger) spielt die 3. Diskantsaite „G“ an und der Finger A (Ringfinger) spielt die 1. Diskantsaite, das hohe „E“ etc.